# Oneida Lacus
Der Oneida Lacus – der Name ist lateinisch – ist ein Methansee auf dem Saturnmond Titan. Er ist nach dem Oneida Lake, einem See in den USA, benannt. Sein mittlerer Durchmesser beträgt 51 km. Er liegt in den Koordinaten 76,14 N, 131,83 W.